# Ренато Тозіо
Ренато Тозіо (італ. Renato Tosio; 16 листопада 1964, м. Віль, Швейцарія) — швейцарський хокеїст, воротар. 
Вихованець хокейної школи ХК «Кур». Виступав за ХК «Кур», СК «Берн».
У складі національної збірної Швейцарії учасник зимових Олімпійських ігор 1992, учасник чемпіонатів світу 1987, 1989 (група B), 1990 (група B), 1991, 1992, 1993, 1994 (група B), 1995 і 1997 (група B). 
Досягнення
- Чемпіон Швейцарії (1989, 1991, 1992, 1997).